# Nuaillé-d'Aunis
Nuaillé-d'Aunis è un comune francese di 1 054 abitanti situato nel dipartimento della Charente Marittima nella regione della Nuova Aquitania.

## Società

### Evoluzione demografica
Abitanti censiti